# Mixeddubbel i badminton vid olympiska sommarspelen 1996
Mixed-dubbeln i badminton vid olympiska sommarspelen 1996 i Atlanta vanns av Sydkorea. 

## Medaljtabell
| Klass | Guld                                | Silver                              | Brons                    |
| Mixed | Sydkorea Kim Dong-moon Gil Young-ah | Sydkorea Park Joo-bong Ra Kyung-min | Kina Liu Jianjun Sun Man |

## Turneringen

### Första omgången
| Första rundan                            | Första rundan  | Första rundan                                     |
| Vinnare                                  | Poäng          | Förlorare                                         |
| ---------------------------------------- | -------------- | ------------------------------------------------- |
| Park Joo-bong & Ra Kyung-min (KOR)       | (15-3, 15-6)   | Iain Sydie & Doris Piche (CAN)                    |
| Peter Axelsson & Catrine Bengtsson (SWE) | (15-5, 15-8)   | Chris Hunt & Joanne Muggeridge (GBR)              |
| Tao Xiaoqiang & Wang Xiaoyuan (CHN)      | (15-5, 15-4)   | Murray Hocking & Lisa Campbell (AUS)              |
| Christian Jakobsen & Lotte Olsen (DEN)   | (15-1, 15-2)   | Kayode Akinsanya & Obigeli Olorunsola (NGR)       |
| Liu Jianjun & Sun Man (CHN)              | (15-12, 15-3)  | Anil Kaul & Si-An Deng (CAN)                      |
| Peter Blackburn & Rhonda Cator (AUS)     | (15-7, 15-3)   | Mikhail Korchouk & Vlada Tcherniavskaia (BLR)     |
| Flandy Limpele & Rosalina Riseu (INA)    | (15-5, 15-6)   | Simon Archer & Julie Bradbury (GBR)               |
| Jens Eriksen & Helene Kirkegaard (DEN)   | (15-6, 15-8)   | Stephan Beeharry & Martine de Souza (MRI)         |
| Ron Michels & Erica van den Heuvel (NED) | (15-4, 15-6)   | Todor Velkov & Nely Nedjalkova (BUL)              |
| Michael Søgaard & Rikke Olsen (DEN)      | (15-5, 15-5)   | Vladislav Druzchenko & Victoria Evtoushenko (UKR) |
| Darryl Yung & Denyse Julien (CAN)        | (15-10, 17-14) | Paul Stevenson & Amanda Hardy (AUS)               |
| Chen Xingdong & Peng Xingyong (CHN)      | (15-5, 15-2)   | Thomas Wapp & Santi Wibowo (SUI)                  |
| Nick Ponting & Joanne Wright (GBR)       | (15-10, 18-14) | Michael Keck & Karen Stechmann (GER)              |
| Kim Dong-moon & Gil Young-ah (KOR)       | (15-6, 15-10)  | He Tim & Chan Oi Ni (HKG)                         |
| Jan-Eric Antonsson & Astrid Crabo (SWE)  | (15-4, 15-12)  | Eddy Clarisse & Marie-Josephe Jean-Pierre (MRI)   |
| Trikus Heryanto & Minarti Timur (INA)    | (15-6, 15-6)   | Nikolai Zuyev & Marina Yakusheva (RUS)            |

### Åttondelsfinaler
| Åttondelsfinaler                      | Åttondelsfinaler    | Åttondelsfinaler                         |
| Vinnare                               | Poäng               | Förlorare                                |
| ------------------------------------- | ------------------- | ---------------------------------------- |
| Park Joo-bong & Ra Kyung-Min (KOR)    | (15-1, 17-15)       | Peter Axelsson & Catrine Bengtsson (SWE) |
| Tao Xiaoqiang & Wang Xiaoyuan (CHN)   | (16-17, 15-6, 15-5) | Christian Jakobsen & Lotte Olsen (DEN)   |
| Liu Jianjun & Sun Man (CHN)           | (15-4, 7-15, 15-4)  | Peter Blackburn & Rhonda Cator (AUS)     |
| Flandy Limpele & Rosalina Riseu (INA) | (10-15, 15-9, 15-9) | Jens Eriksen & Helene Kirkegaard (DEN)   |
| Michael Søgaard & Rikke Olsen (DEN)   | (15-4, 15-6)        | Ron Michels & Erica van den Heuvel (NED) |
| Chen Xingdong & Peng Xingyong (CHN)   | (15-11, 15-6)       | Darryl Yung & Denyse Julien (CAN)        |
| Kim Dong-Moon & Gil Young-Ah (KOR)    | (18-13, 15-1)       | Nick Ponting & Joanne Wright (GBR)       |
| Trikus Heryanto & Minarti Timur (INA) | (15-5, 18-13)       | Jan-Eric Antonsson & Astrid Crabo (SWE)  |

### Kvartsfinaler
| Kvartsfinaler                       | Kvartsfinaler        | Kvartsfinaler                         |
| Vinnare                             | Poäng                | Förlorare                             |
| ----------------------------------- | -------------------- | ------------------------------------- |
| Park Joo-bong & Ra Kyung-Min (KOR)  | (15-7, 15-9)         | Tao Xiaoqiang & Wang Xiaoyuan (CHN)   |
| Liu Jianjun & Sun Man (CHN)         | (15-2, 5-15, 15-7)   | Flandy Limpele & Rosalina Riseu (INA) |
| Chen Xingdong & Peng Xingyong (CHN) | (15-10, 6-15, 18-15) | Michael Søgaard & Rikke Olsen (DEN)   |
| Kim Dong-Moon & Gil Young-Ah (KOR)  | (15-4, 15-13)        | Trikus Heryanto & Minarti Timur (INA) |

### Semifinaler
| Semifinaler                        | Semifinaler   | Semifinaler                         |
| Vinnare                            | Poäng         | Förlorare                           |
| ---------------------------------- | ------------- | ----------------------------------- |
| Park Joo-bong & Ra Kyung-Min (KOR) | (15-10, 15-4) | Liu Jianjun & Sun Man (CHN)         |
| Kim Dong-Moon & Gil Young-Ah (KOR) | (15-6, 15-8)  | Chen Xingdong & Peng Xingyong (CHN) |

### Bronsmatch
| Bronsmatch                  | Bronsmatch           | Bronsmatch                          |
| Vinnare                     | Poäng                | Förlorare                           |
| --------------------------- | -------------------- | ----------------------------------- |
| Liu Jianjun & Sun Man (CHN) | (13-15, 17-15, 15-4) | Chen Xingdong & Peng Xingyong (CHN) |

### Final
| Final                              | Final                | Final                              |
| Vinnare                            | Poäng                | Förlorare                          |
| ---------------------------------- | -------------------- | ---------------------------------- |
| Kim Dong-Moon & Gil Young-Ah (KOR) | (13-15, 15-4, 15-12) | Park Joo-bong & Ra Kyung-Min (KOR) |